# تیم ملی فوتبال بوروندی
تیم ملی فوتبال بوروندی نماینده کشور بوروندی در مسابقات بین‌المللی و آفریقایی است که زیر نظر فدراسیون فوتبال بوروندی فعالیت می‌کند.
اولین بازی رسمی این تیم در تاریخ ۵ دسامبر ۱۹۷۱ میلادی در برابر تیم ملی فوتبال تانزانیا برگزار شده‌است.